# Liberia i olympiska sommarspelen 2016
Liberia deltog med två deltagare vid de olympiska sommarspelen 2016 i Rio de Janeiro. Ingen av landets deltagare erövrade någon medalj.

## Friidrott
Förkortningar
- Notera– Placeringar avser endast det specifika heatet.
- Q = Tog sig vidare till nästa omgång
- q = Tog sig vidare till nästa omgång som den snabbaste förloraren eller, i fältgrenarna, genom placering utan att nå kvalgränsen
- NR = Nationellt rekord
- N/A = Omgången fanns inte i grenen
- Bye = Idrottaren behövde inte tävla i omgången

Bana och väg
| Emmanuel Matadi | Herrarnas 100 meter | Bye   | Bye | 10,31 | 6    | Gick inte vidare | Gick inte vidare | Gick inte vidare | Gick inte vidare |
| Emmanuel Matadi | Herrarnas 200 meter | 20,49 | 5   | i.u.  | i.u. | Gick inte vidare | Gick inte vidare | Gick inte vidare | Gick inte vidare |
| Mariam Kromah   | Damernas 400 meter  | 52,79 | 5   | i.u.  | i.u. | Gick inte vidare | Gick inte vidare | Gick inte vidare | Gick inte vidare |